# Viruly (bedrijf)

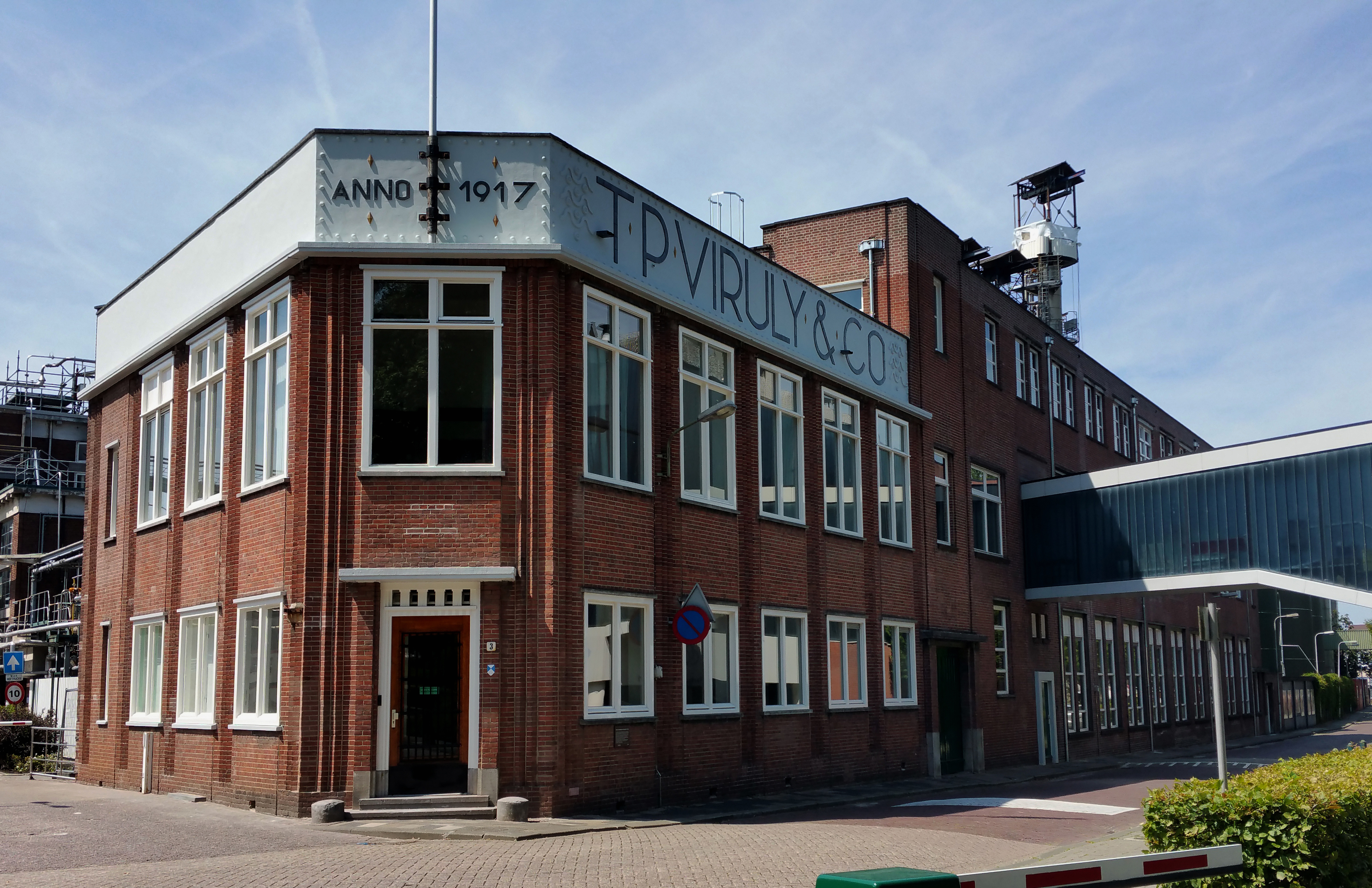
Viruly-gebouw in 2019 (Gouda)

Zeep- en Waspoederfirma T.P. Viruly & Co was een zeepfabriek met vestigingen in Gouda en Maarssen.

## Geschiedenis
De fabriek werd opgericht te Gouda door Theodorus Pieter Viruly. Diens vader kocht namelijk, ten behoeve van zoon Theodorus, de zeepziederij "De Hamer" (opgericht in 1556) en later ook "De Hond". Viruly's bedrijf startte in 1841 onder de naam: T.P. Viruly & Co's Stoomzeepziederij De Hamer.
De fabriek was gevestigd aan de Oosthaven. Gedurende de tweede helft van de 19e eeuw was het een bloeiende onderneming, maar deze kon in de Goudse binnenstad niet uitbreiden.
In 1901 verkocht Viruly het bedrijf daarom aan de Goudse Stearine Kaarsenfabriek, en de bedrijfsactiviteiten werden daarop verplaatst naar het betreffende fabrieksterrein. Zeep- en stearinefabricage delen immers een aantal grondstoffen en bijproducten.
Ook ontstond een vestiging van Viruly in Maarssen, bekend als Zachte Zeepfabriek Maarssen NV en NV Wascholiefabriek T.P. Viruly & Co..
De fabrieken van Viruly kwamen in 1918 handen van de Maatschappij tot Exploitatie van Zeepfabrieken. Deze werd in 1929 opgenomen in het Unilever-concern.
In 1976 ging het bedrijf deel uitmaken van Lever Industrial, dat in 1989 fuseerde met Otarès tot LeverOtarès. Dit fuseerde in 1996 op zijn beurt met Diversey en AVO TAKSI tot DiverseyLever. Dit bedrijf werd in 2002 verkocht aan het Amerikaanse Johnson Wax, in Nederland gevestigd te Mijdrecht. Sindsdien spreekt men van JohnsonDiversey Nederland. In maart 2010 werd de naam vereenvoudigd tot Diversey.
Diversey werd in 2023 verkocht door Bain Capital aan Solenis
De productievestigingen in Maarssen en Mijdrecht bestaan niet meer. Wel is er een verkoopkantoor in Utrecht die eind 2024 zal verhuizen naar Breukelen

## Amersfoort
In Amersfoort bestond een zeepfabriek aan de Kleine Koppel, later ingenomen door kleefstoffenfabrikant Rohm & Haas. De zeepfabriek kwam voort uit textielblekerij Eemzicht, die in 1885 werd opgericht. In 1918 begon de firma Dalton hier een zeepfabriek. In 1923 werd deze fabriek overgenomen door Tjarko de Vries, die ze als wascholinefabriek voortzette. De fabriek kwam eveneens in handen van Unilever en werd in 1947 gevoegd bij de Viruly-fabrieken in Gouda en Maarssen. Hierheen werd uiteindelijk ook de productie verplaatst.